# Xia Qi
Qi was volgens de traditionele Chinese historiografie de tweede heerser van de Xia-dynastie. Hij was de zoon van Yu, de mythische stichter van de dynastie. Volgens de Bamboe-annalen zou hij 16 jaar hebben geregeerd en was Xiayi (夏邑) in het huidige Shanxi zijn residentie.

## Mythische geboorte
De traditionele levensbeschrijving van Qi vertoont mythische trekken. Toen Yu, de vader van Qi, tijdens zijn bestrijding van de overstromingen een afvoer door een berg wilde maken, veranderde hij zich in een beer. Zijn vrouw, het meisje van Tushan (塗山, de berg Tu), zag dat, rende weg en veranderde in een rots. Zij was op dat moment in verwachting. Yu achtervolgde haar en riep: "Geef mij mijn zoon". Hierop brak de steen aan de noordzijde open en kwam Qi eruit. Het karakter Qi (啟) betekent dan ook openen. Dit verhaal heeft overeenkomsten met de mythe van de geboorte van Yu. Die zou zijn geboren uit Gun, toen die, na te zijn geëxecuteerd, ook in een rots was veranderd.
De oudste nu nog bestaande schriftelijke overlevering van de geboorte van Qi stamt uit de zevende eeuw na Chr. De samenstellers beriepen zich daarbij op een, niet bestaand, fragment van de Huainanzi. Op het eerste gezicht lijkt het verhaal dan ook niet meer te zijn dan een op dat moment bedachte kopie van de geboorte van Yu. Volgens de Hanshu stelde keizer Wu (141-87 v.Chr.) in 111 echter een edict op waarin hij schreef dat hij de moedersteen van de Xia heerser Qi had gezien. Het geloof in de mythische geboorte van Qi bestond blijkbaar al in de eerste eeuw v.Chr.

## Vestiging van de dynastie volgens de tradities
Net als zijn twee voorgangers Yao en Shun zocht ook Yu zijn opvolger onder de meest geschikte mensen van de gemeenschap. Zijn keuze viel op Gaoyao (皋陶), hij werd door Yu 'aanbevolen bij de hemel'. Toen Gaoyao voortijdig stierf, werd graaf Yi (伯夷, Boyi) aangewezen als nieuwe opvolger van Yu. Tien jaar later stierf Yu. Volgens de Shiji trok Yi zich na de dood van Yu terug ten gunste van Qi, de zoon van Yu, Op die manier handelde Yi net als de zoon van keizer Shun eerder had gedaan. Hij had zich teruggetrokken ten gunste van Yu, de door zijn vader aangewezen troonopvolger toen die werd teruggeroepen door de gemeenschap. Nu viel de keuze van de gemeenschap echter niet op de voorgedragen opvolger, maar op de zoon van de gestorven heerser. Men vond dat Boyi onvoldoende ervaring had. Met de opvolging door Qi begon volgens de traditionele historiografie de erfopvolging. Volgens de traditie uit de Bamboe-annalen verliep de opvolging minder harmonieus. Yi zou zijn gedood door Qi, waarop hij zijn vader kon opvolgen en zo de Xia-dynastie vestigde.

## Opstand van de You Hu
Volgens de Shujing volgde de heerser van Hu (扈) een andere kalender dan de Xia. Dit wil zeggen dat hij het gezag van de Xia niet erkende. Qi trok daarom ten strijde tegen de You Hu (有扈). De toespraak die Qi voor de beslissende slag tot zijn troepen zou hebben gehouden is in de Shujing beschreven als de toespraak bij Gan. In de daarop volgende veldslag werd Hu verslagen en werd de macht van de Xia verder versterkt.
Volgens de traditie lag het gebied van Hu ten zuiden van de plaats waar de Wei rivier in de Gele Rivier uitmondde. Het niet volgen van de kalender door Hu kan worden geduid als een teken van verzet tegen de Xia. Als de strijd werkelijk heeft plaatsgevonden, kan de achterliggende reden de strategische ligging van het gebied van de Hu als doorgang naar het westen en noordwesten zijn geweest.